# 인도네시아의 세계유산

인도네시아의 세계유산은 유네스코에서 지정한 인도네시아의 세계유산이다. 인도네시아는 5건의 문화유산과 4건의 자연유산을 보유하고 있다.

## 목록

### 문화유산
| No. | 사진 | 등록명                                                                   | 소재지                       | 등록년도 | 등록기준          | 유네스코 지정번호 | 비고 |
| 1   |      | 보로부두르 불교 사원군                                                   | 중앙자와주                   | 1991년   | (ⅰ), (ⅱ), (ⅵ)     | 592               |      |
| 2   |      | 프람바난 힌두 사원군                                                     | 중앙자와주 욕야카르타 특별주 | 1991년   | (ⅱ), (ⅳ)          | 642               |      |
| 3   |      | 산기란 초기 인류 유적                                                    | 중앙자와주                   | 1996년   | (ⅲ), (ⅵ)          | 593               |      |
| 4   |      | 발리의 문화경관 : 트리 히타 카라나 철학의 표현으로서의 수박 (Subak) 체계 | 발리주                       | 2012년   | (ⅱ), (ⅲ) (ⅴ), (ⅵ) | 1194              |      |
| 5   |      | 사와룬토의 옴빌린 광산 유적                                              | 서수마트라주                 | 2019년   | (ⅱ), (ⅳ)          | 1610              |      |

### 자연유산
| No. | 사진 | 등록명                    | 소재지               | 등록년도 | 등록기준      | 유네스코 지정번호 | 비고                          |
| 1   |      | 우중쿨론 국립공원         | 반텐주 람풍주        | 1991년   | (ⅷ), (ⅹ)      | 608               |                               |
| 2   |      | 코모도 국립공원           | 동누사틍가라주       | 1991년   | (ⅶ), (ⅹ)      | 609               |                               |
| 3   |      | 로렌츠 국립공원           | 파푸아주             | 1999년   | (ⅷ), (ⅸ), (ⅹ) | 955               |                               |
| 4   |      | 수마트라의 열대 우림 지역 | 아체주 잠비주 람풍주 | 2004년   | (ⅶ), (ⅸ), (ⅹ) | 1167              | 위험에 처한 세계유산 (2011년) |

## 같이 보기
- 인도네시아의 지리